# Körös–Maros Nemzeti Park
Az 1997-ben alapított Körös–Maros Nemzeti Park a dél-alföldi területek egységes természetvédelmi kezelésének feladatát valósítja meg. Igazgatóságának működési területe magába foglalja Békés vármegye területét, Csongrád-Csanád vármegye Tiszától keletre eső területeit, valamint a Dévaványai-Ecsegi puszták és a Körös-ártér Jász-Nagykun-Szolnok vármegyébe eső részeit. A terület két, egymástól jellegében jól elkülöníthető részre osztható: a Körösvidékre és a Békés-Csanádi löszhátra. Igazgatósága Szarvason van. A nemzeti park kiemelt feladata az erdélyi hérics és bókoló zsálya állományainak fenntartása, amelyek hazánkban csak itt találhatóak meg.

## A nemzeti park területi egységei

### Dévaványai-Ecsegi puszták
A kiterjedt, változatos adottságú terület a két meghatározó részre oszlik:
az egyik a Hortobágy-Berettyó ártere, a másik az Ecsegfalva-Dévaványa térségének szikes legelői. A Berettyó áradásai hozták létre az Alföld legnagyobb kiterjedésű mocsárvidékét, a Nagy-Sárrétet. A lecsapolások után nagy kiterjedésű puszták jöttek létre. A védett terület legfőbb célja a túzok védelme, amely érdekében Dévaványán Túzokrezervátumot hoztak létre.
A Berettyó szabályozásával a dús füvű ártéri gyepek kiszáradtak, hatalmas kiterjedésű szikes puszták alakultak ki. A terület számtalan állattani értéket őrzött meg. A Magyarországon kimutatott madárfajok majd kétharmad része előfordul itt. Közülük legjelentősebb a túzok, amely védelmében a mezőgazdasági tevékenységeket a természetvédelmi céloknak alárendelték. A védett területen elsősorban olyan növényeket termesztenek, amelyek kedvező fészkelő és táplálkozó helyet kínálnak a madaraknak. A térségben több védett, hasonlóan ritka madár is él, mint például az ugartyúk vagy a székicsér, a fogoly, a réti fülesbagoly, a hamvas rétihéja.
A parti részek kitűnő halászóhelye a gémféléknek. Alkalmanként megjelenik a csörgő réce, a prérisirály, a rózsás gödény és a havasi lile. A Hortobágy-Berettyóban 42 halfaj előfordulását mutatták ki, legjelentősebb a réti csík. Védett a vidra és a molnárgörény.
Az értékes növényfajok közé tartozik a Berettyóban élő tündérfátyol, vízi rucaöröm és a sulyom. A pusztai zsombékosok legritkább növénye a buglyos boglárka. Csejt-pusztán a medúzafű jelentős állományai.

### Körös-ártér

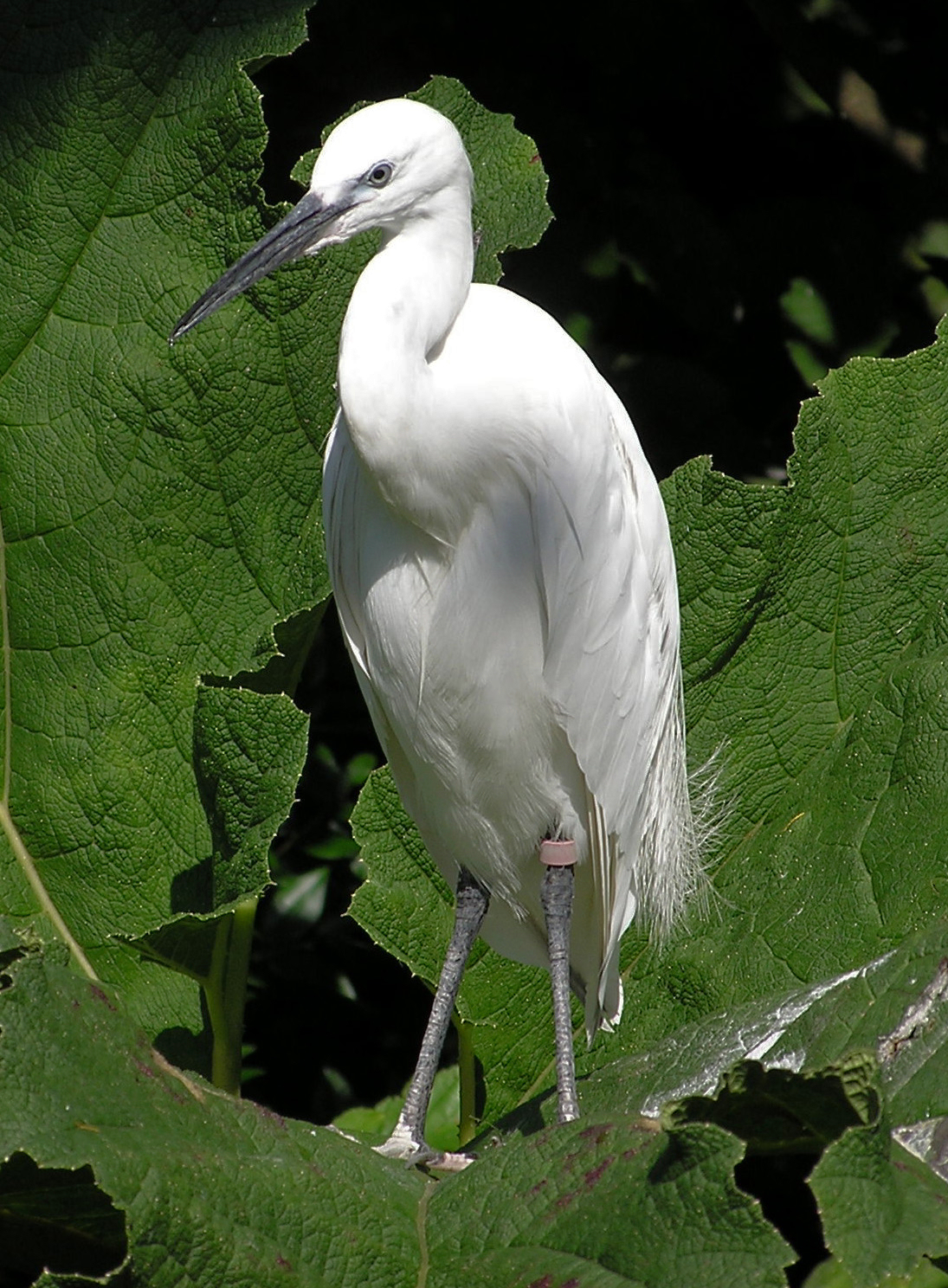
Kis kócsag

A Körösök mai arcát a természet és az ember együttesen hozta létre. A morotvák jellegzetes növényei a nagy hínár, a sulyom, a tündérfátyol, a sárga nőszirom és a rókasás. A magas ártereken él a ligeti szőlő, a kutyabenge, a fagyal és a kányabangita. A hullámtér számos állatfajnak nyújt menedéket. Az emlősök közül a vidra szigorúan védett. A kis kócsag, a fekete gólya, az üstökösgém és a réti fülesbagoly kiemelt természetvédelmi érték.
Békésszentandrástól délre található Magyarország legnagyobb kunhalma, a Gödény-halom.

### Cserebökényi-puszta
A területen megtalálhatóak mocsarak, elhagyott folyómedrek, löszhátak és kurgánok. Állattani értéke a rengeteg madárfaj (kék vércse, haris, szalakóta, pusztai ölyv, rétisas). A védett terület nyugati határszélét a 4401-es út jelöli ki, keresztülvezet rajta a 4402-es és a 44 109-es út.

### Kis-Sárrét vagy Biharugrai-halastavak

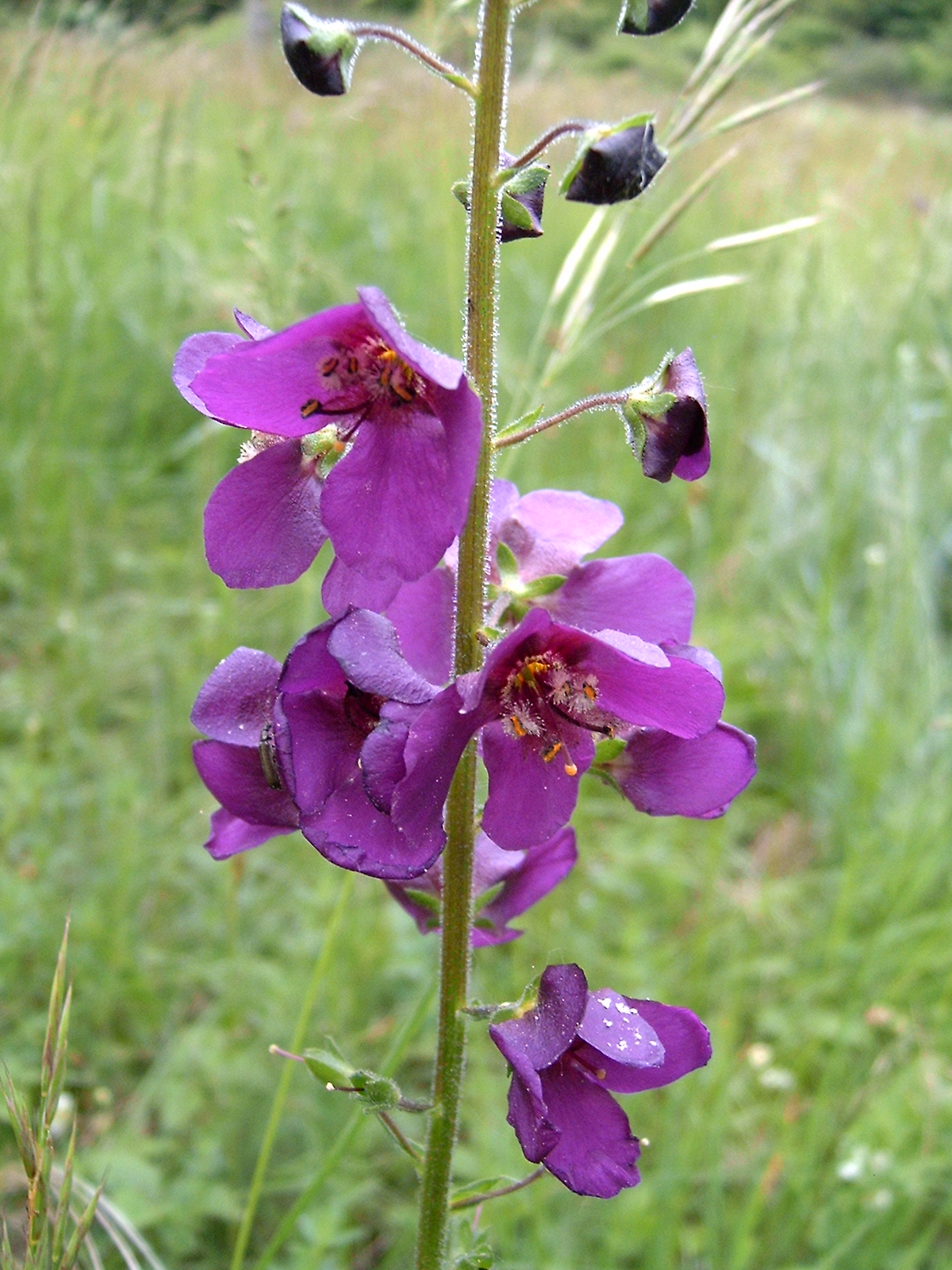
Lila ökörfarkkóró

A területet valamikor a Sebes-Körös fattyúágai és igen sok jelentős vízhozamú ér (Fényes-ér, Korhány- és Köles-ér) hálózta be. A múlt század végi folyószabályozási munkálatok ezt a térséget sem kerülték el. A lecsapolások nyomán létrejött jobb minőségű földeket feltörték, felszántották. Szikespuszta fedi a terület nagy részét. Padkás formákat, vakszikes foltokat alig találunk, viszont szép állományai maradtak fenn a löszös jellegű növényzetnek. Májusban, júniusban a lila ökörfarkkóró, a zsályák, a koloncos legyezőfű virágszőnyege borítja a magasabb foltokat. Néhány helyen a védett macskahere is előfordul. A pusztán a túzok életképes állománya él. Rendszeresen fészkel a bíbic, a piroslábú cankó, a nagy goda. A Korhány nevű, ma is élő vízfolyás medrét ligeterdők kísérik. Az erdőkben él az egybibés galagonya, a közönséges kecskerágó, a réti kakukktorma. A madárvilág értékes fészkelő fajai a darázsölyv, a holló, a héja, a békászó sas, az örvös légykapó.
Az itt elhelyezkedő, Magyarország második legnagyobb halastórendszerének számító, közel 1900 hektáros Biharugrai-halastavakat az egymás szomszédságában lévő Biharugrai- és Begécsi-tó alkotja. Gazdag madár-világa miatt 1997 óta a Ramsari Egyezményben is szerepel. A vonuló fajok közül előkerült már az énekes hattyú és a füles vöcsök. Ritka fészkelőként feltűnik a szerecsensirály. Zavartalan fészkelőhelyet talált a dankasirály, a gulipán. Az énekesmadarak közül itt él a kékbegy, a barkóscinege.
Az Ugrai-rét és a Sző-rét a sárréti vízi világ két utolsó képviselője. A mocsarakban él az örménygyökér és a réti iszalag. A nádasokban nyári lúd, bölömbika, nagy kócsag és kanalasgém költ.

### Bélmegyeri Fás-puszta

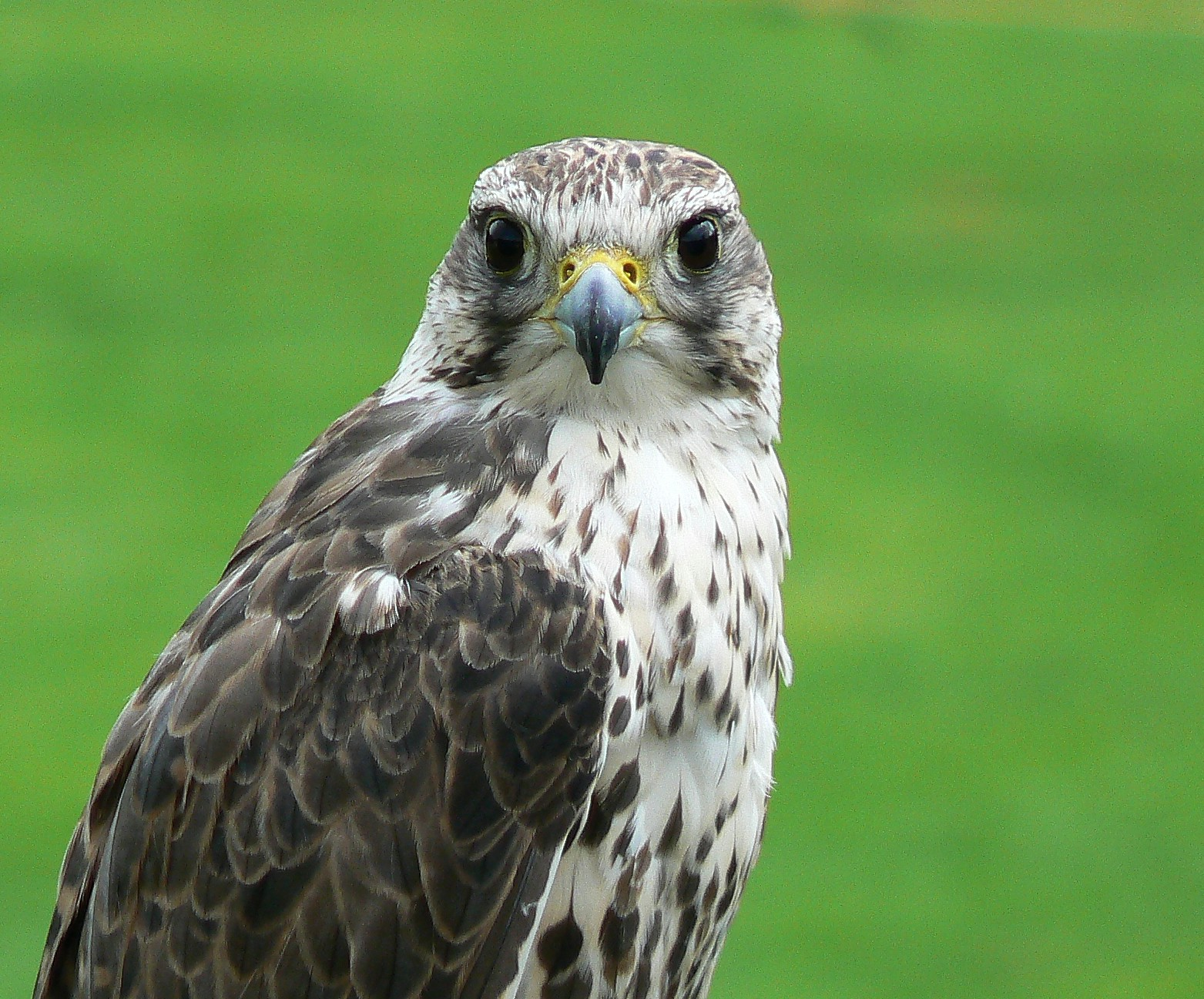
Kerecsensólyom

A szikes pusztát legelőként, míg az erdőket vadgazdálkodási célra hasznosítják. Botanikai értékei: fátyolos nőszirom, sziki kocsord. A terület az Európai Jelentőségű Madárélőhelyek közé tartozik. Kiemelkedő jelentőségű a századforduló óta létező gémtelep, melyen bakcsó, kis kócsag, szürke gém fészkel, valamint a fellelhető ragadozó madarak több faja. A fokozottan védett madarak közül a gyurgyalag, a kuvik és a gyöngybagoly rendszeresen költ a területen. A védett madarak közül él itt békászó sas, kerecsensólyom, barna kánya. A rovarok közül itt található az ország legerősebb nagy szikibagoly populációja.
Területe:6,44 km²

### Mágor-puszta

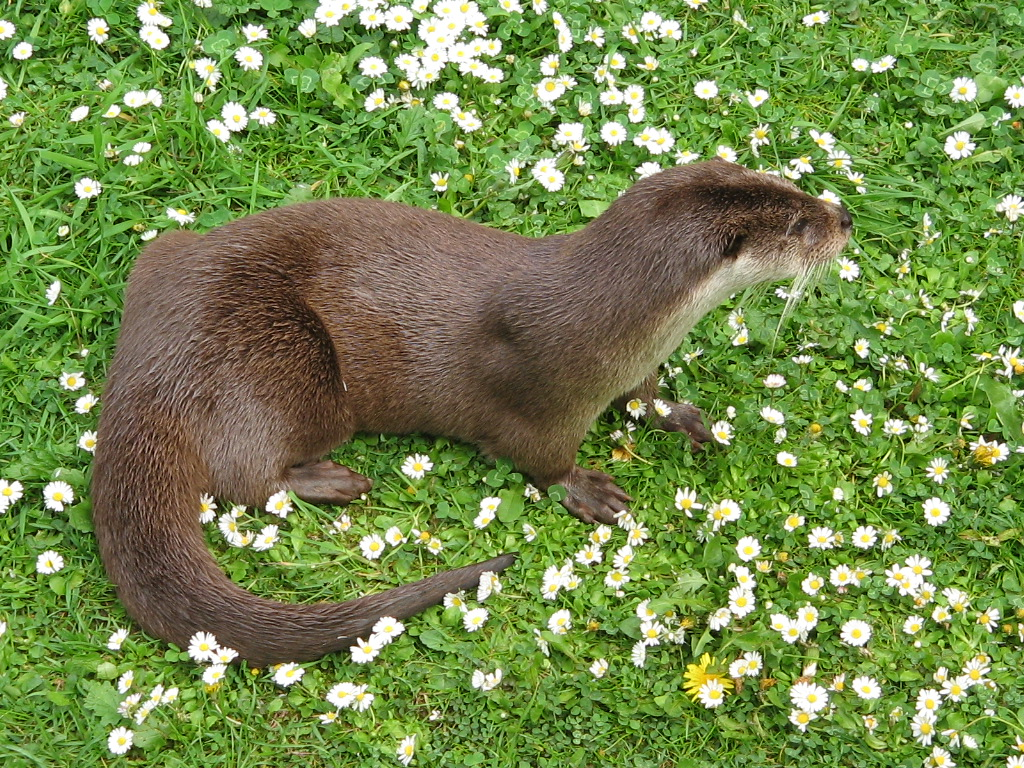
Vidra

A botanikai értékek, együtt a fokozottan védett állatfajokkal (haris, kuvik, vidra) képezik a védettségre érdemes értékegyüttest.

### Kígyósi-puszta
Napjainkban a Kígyósi-pusztán a szikes pusztai növényzet az uralkodó, melyet a kurgánok pusztai sztyepp jellegű növénytársulásai szakítanak meg. A vizenyős területeken a vizes élőhelyekre jellemző társulások találhatók. A madarak közül gyakori a bíbic, a nagy goda, a piroslábú cankó és a sárga billegető.

### Kardoskúti Fehér-tó
A Fehér-tó területét 1979-ben bevonták a Ramsari egyezmény körébe, majd az 1990-es évek elején felkerült a Nemzetközi Jelentőségű Madárélőhelyek listájára. Madárvonulásban betöltött fontos szerepét a számok is alátámasztják: Az egyes években vonuló vadlibák száma eléri a 40-50 ezret, a vadrécéké a 120 ezret, és a darvak 15-20 ezres őszi éjszakázó állományai sem ritkák.
A fészkelő madarak közül kiemelendő a fokozottan védett gulipán. Alkalmilag jelen van a vékonycsőrű póling és a pártásdaru.

### Csanádi puszták
Az 1989-ben védetté lett terület már 7000 éve bizonyíthatóan lakott. Így az ősi puszták már nagyon korán, közvetlenül válhattak legeltetett, majd később zömében feltört kultúrpusztává. A legtöbb értékes fajnak a löszpusztagyepek adnak otthont. A vetővirágnak itt él az ország egyik legnagyobb állománya. A Liliomos névre hallgató ősmocsár értékes faja a kisfészkű aszat. A terület szikes pusztáinak kiemelkedő értéket ad az azokon élő, 5-10 millió tő nagyságúra becsült őszi csillagvirág állomány.
Állattani értéket képvisel a ma már igen ritka fokozottan védett földikutya, amely a tompapusztai löszgyepen él. A daru- és récefélék, valamint a partmenti madarak vonulásában fontos szerepet tölt be a terület. Nyáron fészkelőhelyet találnak a böjti récék, a sárszalonkák és a kucsmás billegetők. A szántókon találja meg táplálkozó- és alkalmi fészkelő helyét a hamvas rétihéja, valamint a túzok. A gerinctelen fauna kimutatott ritkasága a Közép-Európában már csak itt tenyésző sztyepplepke.

### Tatársánci ősgyep
é. sz. 46° 30′ 32″, k. h. 20° 46′ 38″46.508889°N 20.777222°E

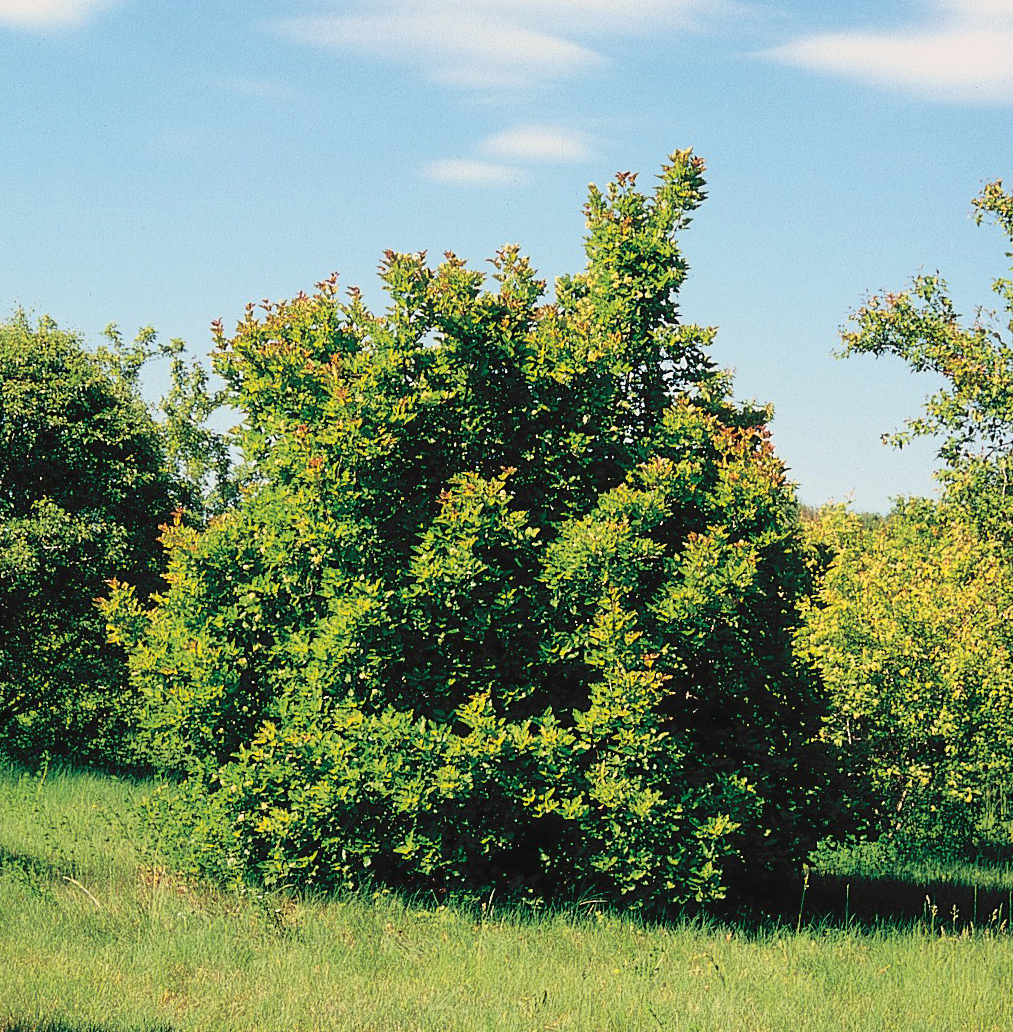
Tatár juhar

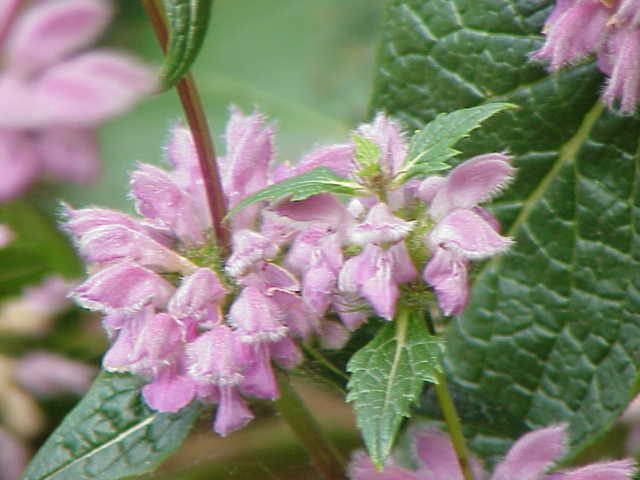
Macskahere

A Körös-Maros közének ősi társulásai a pusztai cserjésekkel és tatár juharos tölgyesekkel tarkított löszpusztagyepek voltak. A szántóföldi művelés előretörésével a kiváló minőségű, mezőségi talajú területeket feltörték, így az eredeti növénytakaró csak néhány kisebb foltban, kurgánon, határmezsgyén maradt meg. Ilyen maradványfolt a Pusztaföldvár határában fekvő Tatársánci ősgyep (Salvio-Festucetum rupicolae), mely egy több ezer éves földvár kis foltján maradt fenn.
1939-ben Banner János folytatott itt ásatásokat. Az ásatások alapján feltételezik, hogy a kettős földsáncból és vizesárokból álló erődítés, a bronzkor vége felé, az időszámítás előtti VIII.-V. században épült, egy ősfolyó feletti természetes magaslaton. Feltehetően az avarok építették a kelta, vagy szkíta törzsek elleni védelem céljára. Nevével ellentétben építése nem a tatárjáráshoz kapcsolódik.
Az ősfolyó feletti magaslaton félkörívben építették a kétszeres, vizesárokkal kiegészített sáncvonalat. Eredeti magassága 2-2,5 m, a vizesárok szélessége 25–35 m, mélysége szintén 2-2,5 m lehetett. Teljes hossza 3 km, átmérője 1800 m.
Ennek a gazdag történelmi emlékhelynek, a Nagy-Tatársáncnak az oldalában fedezte fel Dr. Kiss István botanikus (1930) az értékes ősgyepfoltot. "Az egykori löszpuszta flórájának hírmondói, amelyeket még a bronzkorszakból a vaskorszakba áthajló idők ősembere itt láthatott", írta Kiss István.
A fokozottan védett 1 hektáros terület növénytársulását jellegzetes löszgyepfajok alkotják, mint a zsályák, a sarlós gamandor (Teuricum chamedrys), a csuklyás ibolya (Viola ambigua), a csattogó szamóca (Fragaria viridis), az ebfojtó müge (Asperula cynanchica), a közönséges borkóró (Thalictrum minus), a macskahere (Phlomis tuberosa), a jakabnapi aggófű (Senecio jacobaea). Néhány tő erdélyi hérics is meghúzódik a védett sáncoldalban. Különleges értéket képvisel a kónya zsálya Archiválva 2012. szeptember 2-i dátummal a Wayback Machine-ben, más néven bókoló zsálya (Salvia nutans), állománya, mely hazánkban csak a Dél-Tiszántúlon fordul elő.

### Maros-ártér
A Magyarországot is gyakran elérő árvizek nyomán gyakran telepednek meg itt ideiglenesen, vagy véglegesen állat- és növényfajok. Több helyen megtalálható a védett nyári tőzike. Kiemelkedő érték a bánáti csiga előfordulása. A törzsterülethez tartozik a 421 hektáros makói Landori erdő, amely szaporodó-, táplálkozó-, vonuló- és pihenőhelyet biztosít a puszták, az ártéri erdők és a köztük lévő gyepek állatvilágának, ökológiai folyosó a Kopáncsi-puszta és a Maros-völgy között; számos madárfaj vonulásában tölt be jelentős szerepet, ilyen a gatyás ölyv vagy a kis őrgébics.

## Természetvédelmi területek
- Dénesmajori Csigás-Erdő: a Fekete-Körös árterében található ártéri füzes a benne élő 12 csigafaj alapján kapta meg a védettséget 1997-ben. A csigafajok közül kiemelkedik a bánáti csiga előfordulása. E faj elterjedési területe jelenleg a Keleti- és Déli-Kárpátoktól az Alföld pereméig húzódik és sajnos összeszűkülőben van. A többi csigafaj között megtalálhatók az Alföldre egyáltalán nem jellemző hegy- és dombvidéki fajok is.
- Szarvasi Arborétum Természetvédelmi Terület: a Szarvasi Arborétum részben Szarvas város, részben Békésszentandrás község közigazgatási határában található. Ma öt fás gyűjteményt gondoz 82 hektár területen.
- Szarvasi Történelmi Emlékpark Természetvédelmi Terület: a Körös partján található védett terület a történelmi Magyarország középpontjában emelt emlékművet és környezetét foglalja magába.